# Малий Бегічів
Мали́й Бегі́чів (рос. Малый Бегичев) — невеликий острів у Хатангській затоці морі Лаптєвих. Територіально належить до Якутії, Росія.
Розташований за 7 км на захід від острова Великого Бегічева, від якого відмежований протокою Піонер. Острів має овальну форму, витягнутий із півночі на південь. Висота до 23 м. Вкритий болотами, має велику кількість (близько 33) невеликих озер. Північний берег скелястий, західний обривистий. На сході острів оточує мілина. Крайні точки: західна — мис Лаппо, північно-східна — мис Громова.
Острів відкритий Н. О. Бегічевим в 1908 році.
| Росія | Це незавершена стаття з географії Росії. Ви можете допомогти проєкту, виправивши або дописавши її. |